# Motol
Motol (dříve někdy také Motoly (pomnožné), německy Motol) je městská čtvrť a katastrální území v Praze, nacházející se v údolí Motolského potoka na západě města. Administrativně patří do městské části Praha 5.

## Historie
O Motole kronikář Hájek vypravuje, že za dívčí války zuřivé děvy času večerního tajně do dvora, jenž náležel Motolovi, muži silnému a statečnému, vkročivše, pak s velikým křikem do domu vniknuvše, pána i všecku jeho čeleď porubaly, dvůr obsadily a pevnou zdi obehnaly. Osada Motol se zmiňuje již ve 12. století, neboť roku 1146 český král Vladislav II. s chotí Gertrudou daroval Plaskému klášteru z Motola "člověka Čečena a 10 lidí služebných, a pak člověka Leheta s usedlostí." Roku 1209 směnil klášter tuto majetnost s pražským biskupem za Ninonice (Jinonice) a Košíře. Jinak ves Motol náležela dílem ku zboží panen Benediktinek u sv. Jiří na pražském hradě, dílem k majetku rytířského řádu Johanitů čili Maltézů, které Vladislav II. roku 1159 uvedl do Prahy. Tomuto řádu patřil později zámek a dvůr v Motole. Zámek v současné podobě vznikl ve druhé polovině 19. století nákladem malostranských johanitů.
Z poloviny 15. století jsou zachovány četnější zprávy o zdejších vinicích. Roku 1547, kdy Ferdinand I. zabavil městům statky pro účast na povstání, zbylo zde Staroměstským již jen několik poddaných. V 17. století i zde probíhala částečně bitva na Bílé hoře, přešly tudy bojující armády. Koncem 18. století duchovní správa v Motole náležela maltézskému řádu, když jeho správu zajišťoval břevnovský farář. Když se této správy roku 1768 vzdal, byla správa předána faráři z Liboce a později převedena k faře ve Stodůlkách (1787). Motoly se zámečkem, pivovarem a mlýnem byly za panování císaře Josefa II. přifařeny a přiškoleny ke Stodůlkám. V roce 1882 obec Motol měla 19 domů s 263 obyvateli. Koncem 19. století měla obec 310 obyvatel a v roce 1907 potom 21 domů s 354 obyvateli. Kolem roku 1900 zde došlo k pokusům o zahájení těžby uhlí, avšak neúspěšně. K Praze byla vesnice připojena roku 1922 při vzniku Velké Prahy, jako její okrajová část Praha XVII. Ta měla sídlo v Košířích a dále k této čtvrti patřil Motol, Jinonice s Butovicemi. 

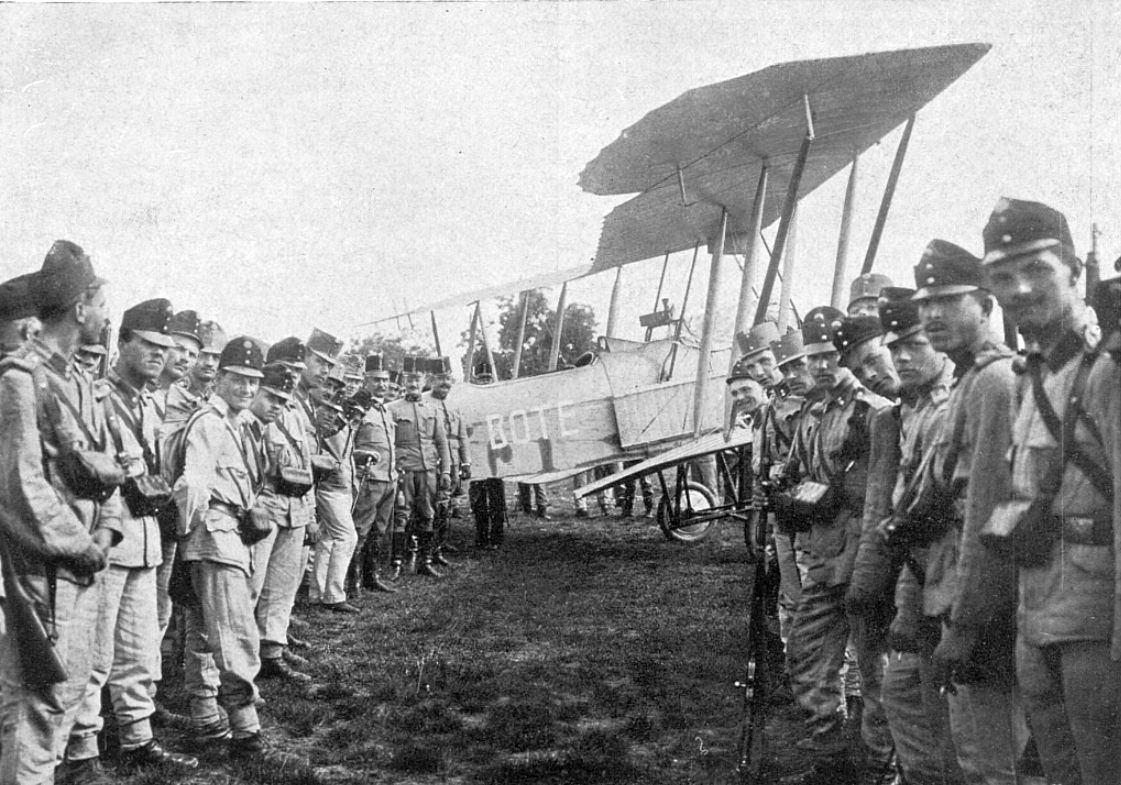
Rudolf Holeka přistál na motolském cvičišti (1913)

V období před I. světovou válkou okolí velkostatku a zámeček v majetku konventu řádu Maltézských rytířů bylo pronajato C. a k. armádě. V zámečku a na cvičišti zde byla umístěna těžká houfnicová divize č. 8, které velel podplukovník K. Peteržilka. V kasárnách byla i kantýna, kterou vlastnil Josef Eber. Setník (por.) Rudolf Holeka (C. a k. pilotní průkaz č. 39), pozdější brigádní generál čs. letectva, v létě 1913 uskutečnil etapový let – z Vídeňského Nového Města do Pardubic, z Pardubic do Prahy, kde před shromážděnou veřejností a zástupci vojenských úřadů předvedl leteckou exhibici na dvouplošníku Lohner B (motor Hiero, 90 HP, 110 km/h), a poté zpět do Rakouska. Holeka přistál, jak oznamuje Český svět, na motolském cvičišti krásným klouzavým letem a nadšeně byl všemi uvítán. Doba letu z Pardubic 48 minut. Stroj byl dopraven do hangáru, jenž byl rychle zroben z několika trámů a tyčí, přes to připevněna plachta. Při zpátečním přeletu do Vídně dokázal v čase 2 hodiny 20 minut vytvořit nový mezinárodní rekord.
Objekty později využívala i československá armáda až do vzniku Protektorátu. Koncem 20. let zde byl umístěn II. polní prapor pěšího pluku 48, velitelství a baterie dělostřeleckého pluku 101 a jeho spojovací četa. V bývalých dělostřeleckých kasárnách čs. armády byla za války umístěna jednotka Wehrmachtu a SS (vč. umístění v nově postavených  "barákových" kasárnách na Plzeňské). Jednotky využívaly i posádkový výcvikový prostor, který byl jak na severní straně nad zámkem směrem k Břevnovu, tak na jižní straně údolí směrem ke Stodůlkám. Při pražském povstání byla kasárna vyčištěna (německá posádka kapitulovala) brzy ráno 7. května oddíly 1. ruské divize Ozbrojených sil KONR (Vlasovci). ROA dále postupovala za doprovodu obrněné techniky a dělostřelectva na Prahu přes Košíře a Smíchov, avšak po neúspěšném jednání s ČNR se Vlasovci začali 8. května v ranních hodinách z Prahy stahovat. Jedna ze skupin vojáků ROA, která nestačila z Prahy utéct, byla vojáky Rudé armády v Praze-Jinonicích postřílena. Jejich těla jsou dosud zakopána v neoznačeném místě na poli, které se rozkládá mezi ulicí Souběžná IV. a chráněnou oblastí pískovny Vidoule.

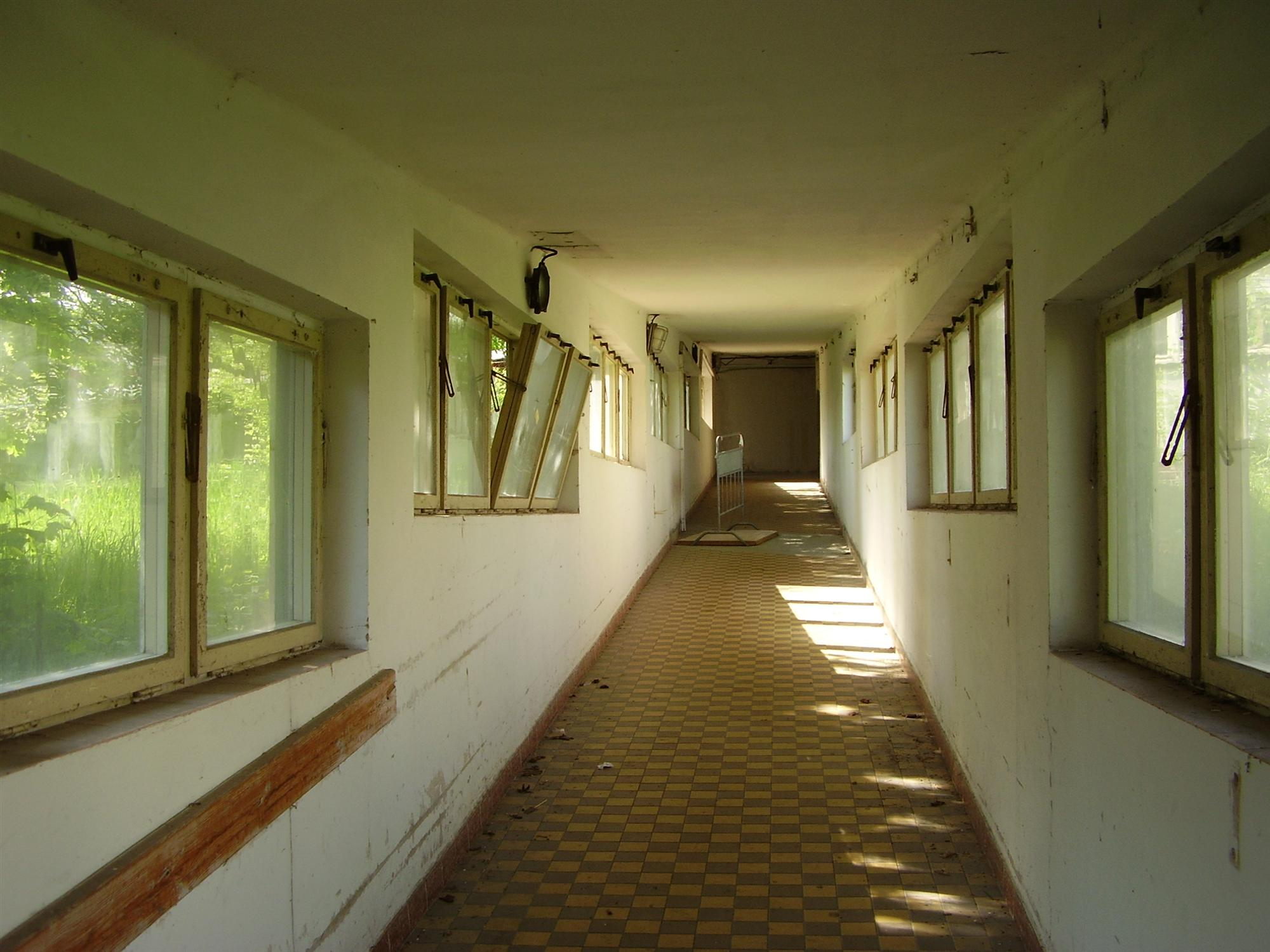
FN Motol, propojovací chodba mezi pavilony krátce před demolicí (2008)

V letech 1936-37 byl vytvořen projekt nemocnice Františkem Čermákem a jeho druhy na svahu pod Vypichem. Byl to komplex vzájemně chodbami propojených přízemních, nemocničních pavilonů, které až do 80. let využívala fakultní nemocnice, ustavená po roce 1945. Stavbě skutečné nemocnice zabránila válka, už tehdy (nemocnice uvedena do provozu počátkem roku 1943) byl postavený komplex označen jako provizorní pavilonová stavba. Za německé okupace měly být objekty používány jako vojenský lazaret (1944), ale nedošlo k tomu, neboť Němci měli výhrady k použitým materiálům (dřevotříska). Německý voják propíchl stěnu bodákem. Fakultní nemocnice byla na konci let osmdesátých rozšířena do dnešní podoby. Některé z původních pavilonů byly rekonstruovány a jsou využívány i v současnosti (např. pavilony 7-9, 14-16). V pavilonu 22 (bývalý Luposní ústav, první zděná stavba z roku 1936, V úvalu 175/1) je umístěna i Základní škola a Mateřská škola při FN Motol a Klinika infekčních nemocí a cestovní medicíny.   
Motol v letech 1949-1960 náležel k Praze 4 (více méně přejmenovaná Praha XVII s Košířemi, Motolem, Jinonicemi s Butovicemi). Od roku 1960 je Motol součástí městské části Praha 5. K tomuto období se víže drobná úprava katastru Motola, kdy do Břevnova byly "přeneseny" usedlosti Šafránka a snad i Ladronka. Zatímco do Stodůlek byla "přemístěna" Kaple Nalezení sv. Kříže a sv. Heleny. Jedna z mála usedlostí v Motole Poštovka (č.p.116) byla zbořena v 60. letech 20. století a při vzniku Prahy 5 pozemek přenesen na katastr Košíře. Na ni navazuje kulturní centrum (komunitní centrum, klub) Poštovka (Zahradníčkova 1118/2) a developerský projekt Viladomy Poštovka z roku 2020.   

## Geologie

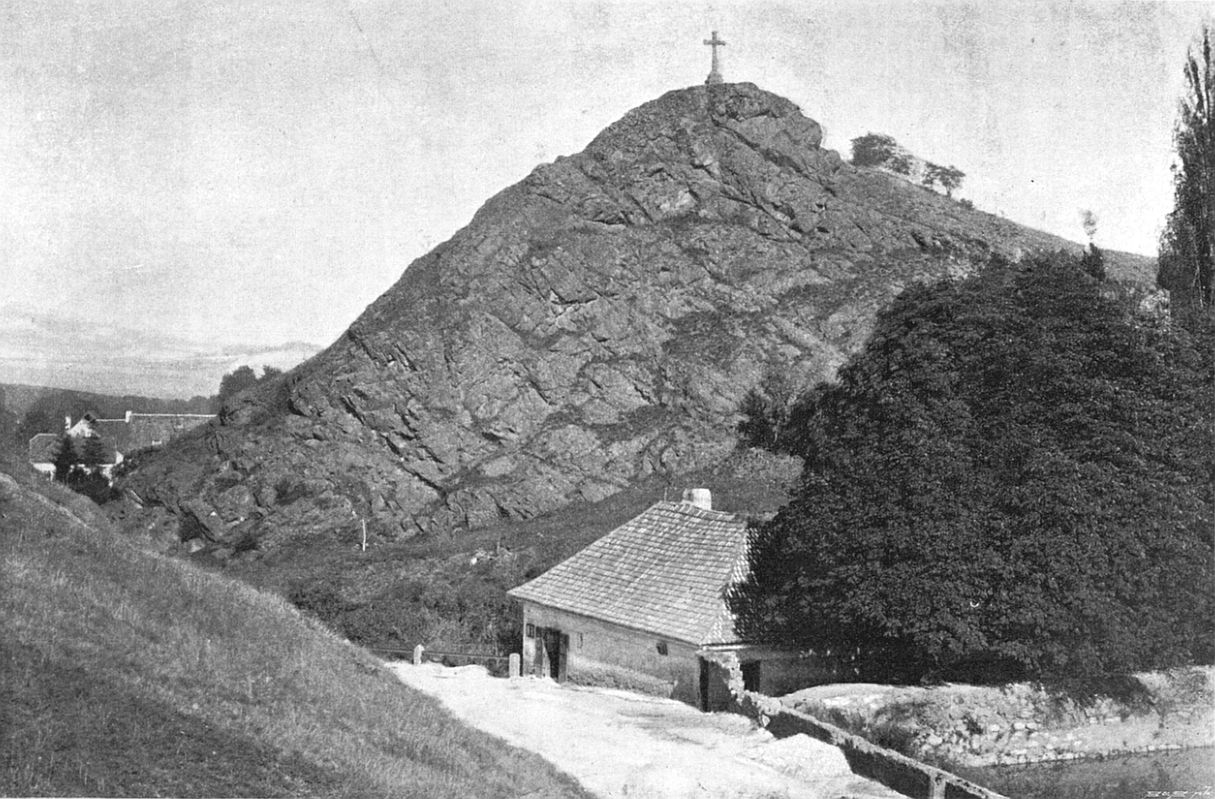
Zelenokamenné skály u Kalvárie. v popředí Maltézský mlýn (Magazín Vesmír 1895)

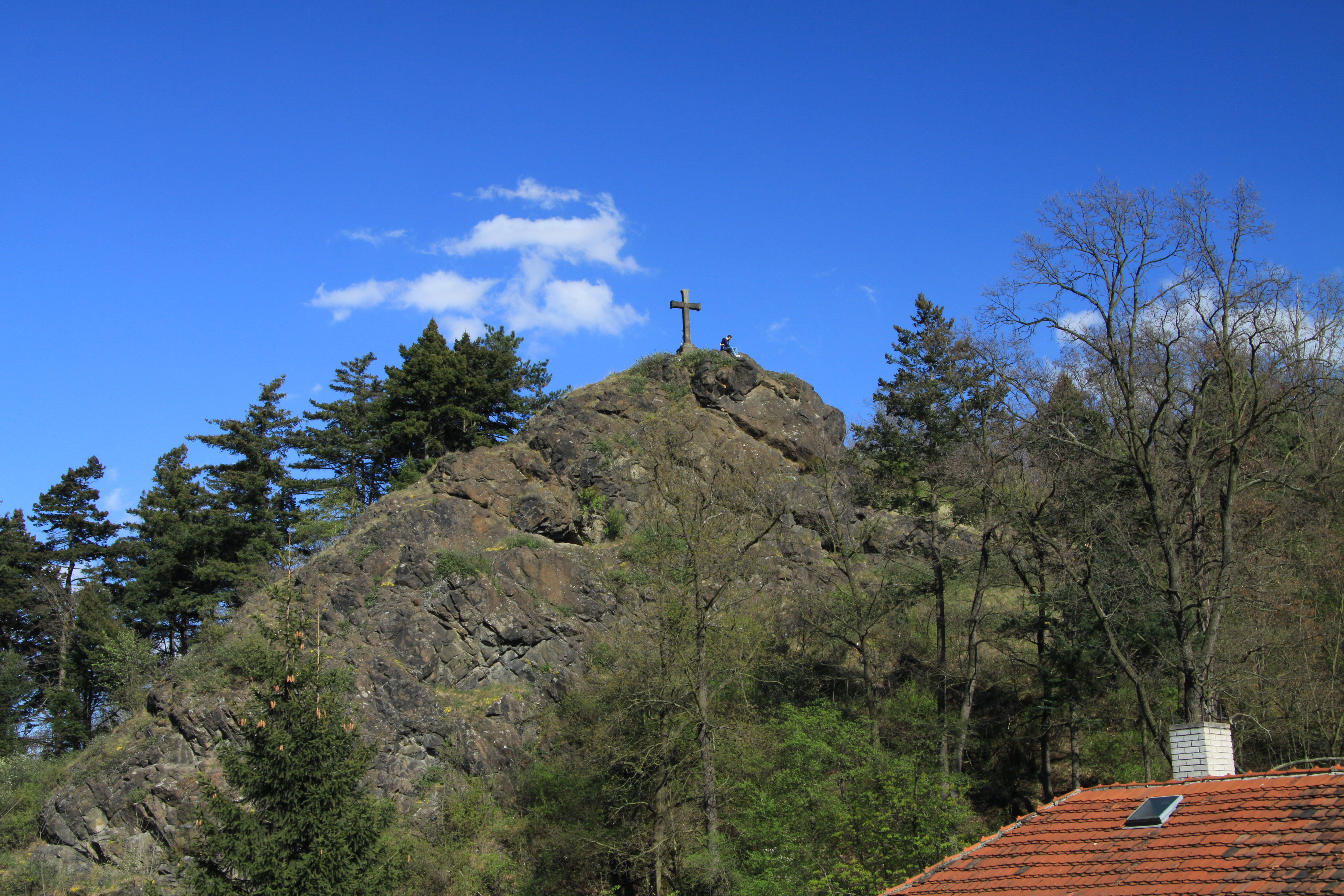
Přírodní památka Kalvárie v Motole a střecha Maltézského mlýna (2012)

Motol leží v úzkém údolí vedle přírodní památky Kalvárie, kuželovitého kopce pozůstávajícího z diabasu (zelenokamene); podle Barranda se zde vyskytují v siluru spodním zkameněliny zvířeny první i druhé („kolonie Motol"). Košířské údolí za Motolem uzavírají diabasové čili zelenokamenné skály vystupující z měkké břidlice. Nejpatrnější to je na vrcholu označeném Kalvarie. Tyto skály, složené z balvanitého augitového zelenokamenu, jsou i zajímavé tím, že v jejich sousedství jsou břidlice obsahující kulaté vápenné pecky, bohaté zkamenělinami svrchního siluru, ačkoli břidlice okolní jsou spíše břidlice siluru spodního. Je to kolonie motolská, kterou již zkoumal Barrande a kde žili někteří hlavonožci a korýši. Košířské kopce, které dále odtud ohraničují košířské údolí k severu, nejsou již diabasové, nýbrž křemenné a jejich pokračováním je pak nevysoký křemenný hřbet blíže Chráštan, k nimž terén od Motola značné stoupá. Výše nad křemennými kopci se zvedá k severu opuková pláň Bílé Hory, z druhé strany pak Vidoule.
Na nejmenším chráněném území v Motolském ordoviku lze nalézt ukázku významného geologického profilu, který byl odkryt při budování železniční Buštěhradské dráhy. Lze v něm spatřit břidličné a křemencové vrstvy na rozhraní stupňů dobrotiv-beroun, které se svým stářím řadí do ordoviku. Současně jde o bohaté paleontologické naleziště trilobitů a hyolitů. V podrostu roste ovsík vyvýšený a srha laločnatá, lokalita porůstá lískou obecnou.

## Charakter čtvrti
Motolské údolí podél Plzeňské ulice od Kotlářky po Kalvárii lze rozdělit na 2 oblasti. Jižní svah pod břevnovským Vypichem je předurčen "zdravotnictví" (2 nemocnice) a bydlení (Sídliště Homolka), zatímco severní svah pod Vidoulí (Přírodní park Košíře-Motol) je zasvěcen především sportování a oddechu. Motolský (nebo též Košířský) potok pramení nad Motolem u Zličína, protéká údolím a na katastru jsou na něm rybníky (Mlýnský, Pivovarský a R1-3). Některé z nich slouží v zimě k bruslení a v létě na přírodním koupališti Motol ke koupání. Za retenční nádrží Kotlářka je potok zatrubněn. Ústí do Vltavy na Smíchově nedaleko Palackého mostu. 
Kolem původní vesnice zůstaly louky, na nichž postupně vyrostla tramvajová vozovna (1937, Plzeňská 298/217a), v areálu tramvajové vozovny byla později zřízena střední škola (Střední průmyslová škola dopravní) a učiliště, hotel Golf, fakultní nemocnice v Motole (V úvalu 84/1) a nemocnice Na Homolce (Roentgenova 37/2), kampus Plzeňská (Univerzita Karlova, mj. Ústav lékařské etiky a humanitních základů medicíny 2. lékařské fakulty (LF) a Centrum výzkumu chorob srdce a cév 2. LF) a sídliště Na Homolce. Právě výše zmíněné nemocnice spolu s nedalekým krematoriem jsou pro celou čtvrť nejvýznamnější. Poblíž krematoria se nachází přírodní památka Kalvárie v Motole. V Motole se nenachází, na rozdíl od jiných pražských čtvrtí, velké sídliště nebo nějaká rozsáhlejší bytová zástavba. 

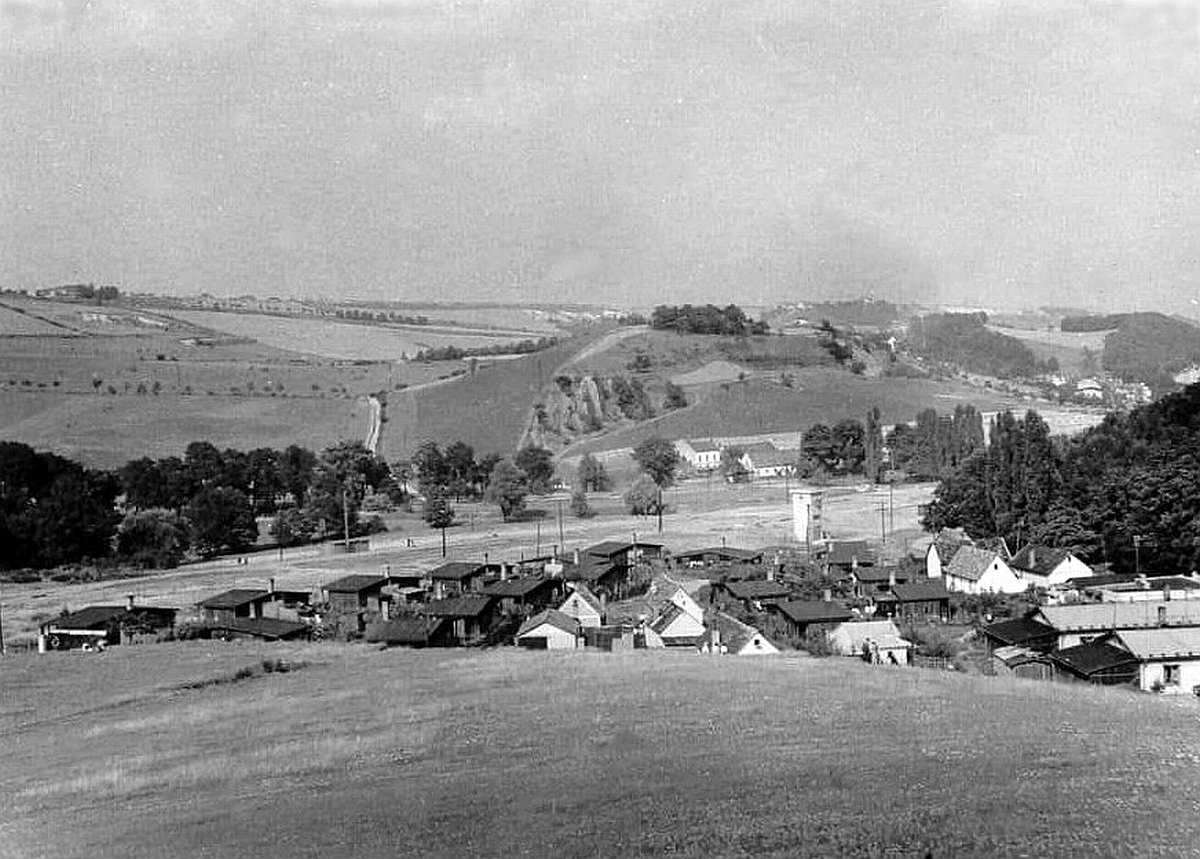
Kolonie Hliník a za silnicí usedlost Poštovka (1937)

Zahradnická osada Hliník (Nad Hliníkem 1) vznikla v roce 1986 nedaleko míst, kde mezi světovými válkami byla nouzová kolonie Hliník. Do roku 1927 měl v místě kolonie majitel cihelny v Podhájí v Košířích (pod Čínským pavilonem usedlosti Cibulka) Ing. Hlaváček hliniště jako zdroj suroviny pro výrobu cihel. Kolonie Hliník vznikla koncem 20. let 20. století. V době svého největšího „rozkvětu“ zaujímala kolonie Hliník rozlohu asi 2,4 ha, bylo zde 80 domků a žilo tu asi 400 kolonistů. Kolonie Hliník byla zbourána v 60. letech 20. století. Kolonie stála v místech nad pozdějším karavanovým kempem Caravan Camp (Plzeňská 279/215a, 270 m n. m.) u hotelu Golf. Camp je mimo provoz, v areálu je v omezeném provozu restaurace Železná panna (pro zaměstnance nedalekých firem). V zimě zde od poloviny 70. let téměř do konce století fungoval nedlouhý lyžařský svah z vrcholu Hliníku s vlekem (305 m n. m., převýšení 35 m, délka 160 m). Byl vybaven umělým zasněžováním a umělým osvětlením. V roce 2017 radnice Prahy 5 zvažovala, že v Motole lyžařskou sjezdovku obnoví. Diskuze o tom utichly stejně rychle jako začaly.  Areál campu, lyžařského svahu a restaurace užívá sportovní jednota Univerzitní sportovní klub Praha (USK, dříve TJ Slavia VŠ Praha) s tím, že pozemky z valné části vlastní Hlavní město Praha. Čtyřhvězdičkový hotel Golf (Plzeňská 103/215c) a později s přistavěným depandancem vznikl pod Hliníkem původně jako motel Stop v letech 1964-65 u rušné příjezdové silnice do Prahy. V roce 2013 prošel rozsáhlou rekonstrukcí do současné podoby.
Mezi areálem USK Praha a "chrtím" areálem Greyhound je STK Motol, Pneucentrum Motol, Autoservis B + B service a Stanice měření emisí (Plzeňská 305/215e). V areálu STK je Trabant muzeum (Plzeňská 305/215b). Všechny vystavené vozy jsou prezentovány v původním dochovaném stavu. S "motorismem" souvisí i areál prodejen a servisů v příznačně nazvané ulici Za opravnou. První z nich byl první autoservis vozů Renault v Praze (Za opravnou 1), potom se zde vystřídaly Dacia, Škoda a později (koncem 20. století) zde byl servis vozů Honda. Původní servis Za opravnou 1 byl počátkem 20. let 21. století přestavěn na AUTA MOTOL pro vozy Citroën. V tomto objektu je i prodejna a renovační dílna automobilových veteránů Classic Cars Bohemia. Potom byl přistavěn objekt BS Auto (Saab a Opel), později změněný na MACH Motors - SsangYong (Za opravnou 5). Mezi oběma servisy je klasicistní venkovský dům charakteru usedlosti Za opravnou čp. 3/3, který vznikl v 1. polovině 19. století, kde sídlí základní škola Mozaika Czech Republic. Na spojnici ulic Za opravnou a Plzeňská je památkově chráněná klasicistní výklenková kaplička z první poloviny 19. století. 
V "barákové" kolonii bývalých kasáren (Plzeňská čp. 130/221) byla umístěna po roce 1950 vojenská katedra a nad ní cvičiště studentů pražské University Karlovy a BIC ČVUT, kde v rámci vojenské přípravy "vojákovali" jednou týdně budoucí absolventi (1951-1990). Po uzavření katedry slouží areál jako kanceláře a dílny nejrůznějších firem (mj. Asociace podnikatelek a manažerek ČR, tiskárna DigiTisk Studio, showroom a servis EMOTION CARS, stavební firma AKRA atd.). 
Sporty se pěstují především v západním okraji Motola na severním svahu pod stolovou horou Vidoule na okraji přírodního parku Košíře-Motol. Na bývalém vojenském cvičišti se od roku 1971 odjelo několik závodů mistrovství republiky v autokrosu. Po vzniku přírodního parku si zde vybudoval hřiště Golf Club Praha z.s. (GCP), který je jedním z nejstarších golfových klubů v republice. Původní historické devítijamkové hřiště GCP bylo vybudováno a otevřeno roku 1926 v motolské kotlině přibližně na místě Fakultní nemocnice a části okolí bytové zástavby. Až do roku 1938 zde stávala i klubovna golfového klubu. Ta byla později přenesena na nové golfové hřiště do Klánovického lesa. Na ploše, kde hřiště dříve bylo, vznikla později nemocnice a zbývající část byla v 70. letech z valné části zastavěna sídlištěm Homolka. V únoru 1969 obnovený GCP se rozhodl vybudovat nové hřiště v Motole v prostoru Na hliníku. Současné devítijamkové hřiště je využíváno profesionálními hráči, golfovou akademií a s profesionálními trenéry i zkušenými hráči a začátečníky.
Za druhé světové války v roce 1940 postavil Sokol Motol v místech bývalého golfového hřiště svoji sokolovnu (U Hrušky 31/15), avšak již 12. dubna 1941 byla činnost Sokola zastavena a sokolové si nové budovy příliš neužili. TJ Sokol Motol má aktivní basketbalové týmy. A-tým hraje svá domácí utkání v Hale Šantrochova na Petřinách. Sokolovna byla v roce 2019 opravena a od února 2025 ji využívá Dům dětí a mládeže Praha 5.

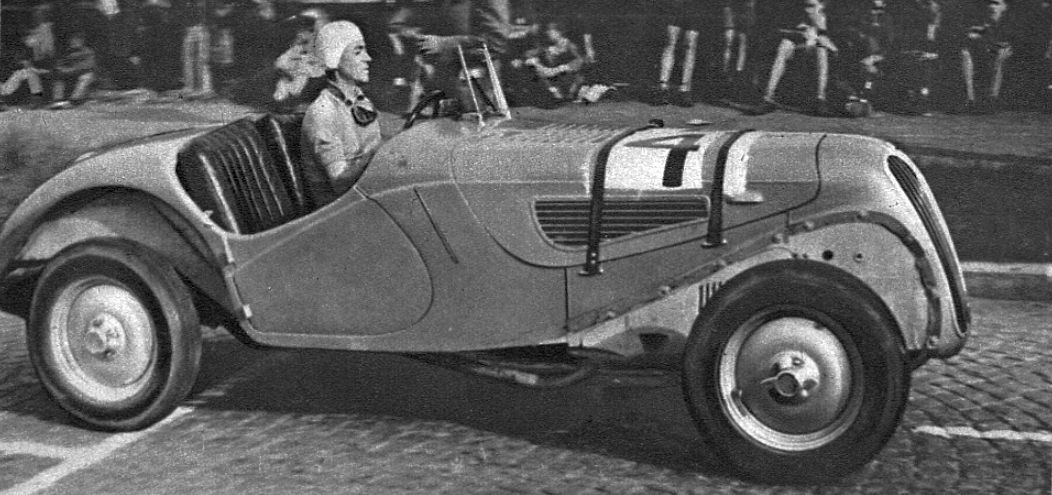
Ivan Hodáč na BMW 328, absolutní vítěz Velké ceny Prahy (1946)

Krátce po válce se v Motole jela Velká cena hl. města Prahy, rychlostní závod automobilů a motocyklů na tzv. Motolském okruhu dlouhém 4,56 km (16. června 1946). Zajímavé závody sledovalo 100 000 diváků, mezi nimiž byl i ministr informací Václav Kopecký a také náčelník Hlavního štábu československé branné moci armádní generál Bohumil Boček. Ve sportovních automobilech (5 kol/22,8 km) vyhrál Bruno Sojka na BMW v čase 13:23,5 min a v závodních automobilech v čase 1:25:43,4 h škpt. Ivan Hodáč (pobočník gen. Bočka), rovněž na BMW. Ten dosáhl průměrné rychlosti 113 km/h (30 kol/136,8 km). V motocyklech hlavní závod vyhrál František Juhan v nejlepším času dne. O rok později 22. června 1947 zvítězil ve Velké ceně Prahy (společný závod do a přes 1500 ccm) Zdeněk Pohl na Bugatti T51 před Vojtěchovským (Maserati) a Sojkou (BMW 328). Vítěz obdržel i cenu min. zahraničních věcí Jana Masaryka, broušený pohár a cenu členstva Autoklubu. Závodům přihlíželo "jen" 50 tisíc diváků, jak uvedlo Svobodné slovo. 54. mistrovství světa v silniční cyklistice se konalo v Praze od 26. do 30. srpna 1981 a bylo součástí oslav stého výročí organizované cyklistiky v českých zemích. Na okruhu "kolem" Strahova se jely tři závody jednotlivců (ženy, amatéři, profesionálové). Trať okruhu vedla i Motolem (ul. Kukulova a Plzeňská). V hlavním závodě profesionálů (21 kol/281,4 km) zvítězil Freddy Mertens před Guiseppe Saronnim a Bernardem Hinaultem.
Společnost Czech International si pronajala od magistrátu hl. m. Prahy počátkem 21. století bývalé fotbalové hřiště FK KB Motol (a před tím TJ Vozovna Motol, Plzeňská 93/215f). Pronajato bylo celkem okolo 28 000 m² ploch různých bonit, včetně 7 000 m² příkrého svahu pod zahrádkářskou kolonií Hliník. Na tomto místě vznikl v letech 2004-7 za 350 mil. Kč víceúčelový sportovní areál Greyhound Park Motol, závodiště pro chrtí dostihy. Chrtí dostihy na chrtí závodní dráze Praha v Greyhound Park Motol pořádají majitelé chrtů sdružení v České greyhound dostihové federaci (CGDF). Později zde byla vybudována i dráha pro motokáry a dráha pro in-line bruslení. V roce 2024 zastupitelstvo hl. m. Prahy zveřejnilo záměr nájem ukončit a areál přebudovat na stadion pro lehkou atletiku. Plánovaný stadion bude spádově využitelný pro tři atletické oddíly – SK Aktis Praha, Atletika Stodůlky a TJ Sokol I Smíchov, které nyní působí na malých školních stadionech.

## Pamětihodnosti
- V Motole se nachází Slovanské kostrové pohřebiště, v místech na jižním okraji Fakultní nemocnice, mezi léčebnými pavilony a zástavbou ulice V Úvalu (č. parcelní 150, 352, 353,a 456, k. ú. Motol). Místo archeologického výzkumu leží nad hlubokým údolím, které vzniklo erozí Motolského potoka koncem třetihor a v neogénu a pleistocénu. Skalní podloží v jihozápadní části reprezentuje prvohorní mořské sedimenty. První dva hroby zachránilo v roce 1921 Národní muzeum. Že se jedná o větší pohřebiště bylo objeveno až při záchranném průzkumu v roce 1935. Pod vedením R. Turka zde bylo odkryto 29 hrobů. Při stavbě přízemních pavilónů nemocnice za druhé světové války byl ohlášen pouze hrob bez milodarů a hrob s pískovcovým náhrobkem. Výzkum pokračoval. V roce 1962 tak bylo prozkoumáno celkem 35 hrobů. V roce 1975 dělníci při stavbě ubytovny zdravotního personálu objevili další kostry. Muzeum hlavního města Prahy zahájilo záchranný výzkum. Celkem byl objeveno 158 hrobů, i když jejich přesný počet není díky stavebním pracím možné zcela jasně určit. V dalším roce bylo objeveno dalších 46 hrobů. Celkem tedy 293. Inventář mužských hrobů tvoří železné nože, vědra a keramika. V jednom hrobě byl nalezen křesací kámen, v jiném železné háky. Ženský inventář byly šperky, železné nože, vědra, keramika a křesací kameny.[32]

- Zámek (zámeček) Motol v ulici Za opravnou 300/6 byl postaven v letech 1686-89. Kdysi tady stávala středověká tvrz, až tady na konci 17. století nechal Kryštof Vratislav z Mitrovic podle návrhu dvorního stavitele J. A. Canevalleho a štukatéra Spazia postavit jednopatrový barokní zámeček. Ve 2. polovině 19. století získal díky malostranským Johanitům (Maltézští rytíři) dnešní novogotickou podobu. Od přelomu 19. a 20. století zámek sloužil jako dělostřelecká kasárna.[33] Je to dvoukřídlý objekt s nárožní věží. Zámek je veřejnosti nepřístupný. Je zde pobočka Ústředního kontrolního a zkušebního ústavu zemědělského (Za opravnou 4/4). V tomto objektu i sídlí i pobočka Státní zemědělské a potravinářské inspekce. V areálu zámečku (Za opravnou 276/8) sídlí od roku 2023 rovněž Hlavní báňská záchranná stanice Praha, kterou založila Energie - stavební a báňská z Kladna. Tato společnost na vedlejší parcele provozuje tříhvězdičkový hotel Energie s restaurací a kantýnou (Plzeňská 276/298 resp. Za opravnou 276/8)

- Motolský pivovar vznikl přestavbou hospody, zmiňované již počátkem 17. století. V roce 1738 jej spolu s motolským statkem získal velkopřevor řádu maltézských rytířů František Rauffer z Roviny. V tereziánském katastru je zaznamenáno, že v letech 1749 a 1756 se zde vařilo 60 sudů piva ročně. Ve 2. polovině 19. století byl stavebně upraven pro parostrojní provoz. V majetku řádu byl až do roku 1922, kdy celé motolské panství odkoupila pražská obec a následující rok výrobu v pivovaře zrušila. V roce 1981 bylo zbořeno severní barokní křídlo s varnou, kotelnou a polygonálním komínem. Po rekonstrukci budov Motolského pivovaru v roce 2006 je zde hotel Starý pivovar (Plzeňská čp. 9/229). Dochovala se struktura parostrojního provozu a na západní straně hvozdu znak maltézských rytířů.[33] Nad starým pivovarem směrem ke krematoriu je maltézský mlýn (Plzeňská č.p. 10/231), zmiňovaný je poprvé v roce 1574. Za třicetileté války ovšem zpustnul. Dnešní pozdně barokní podoba pochází z druhé poloviny 18. století, fasáda je klasicistně upravená. Jde o krásnou ukázku hospodářské stavby vhodně zasazené do krajinného prostředí ve svahu kolem obdélného dvora. Dvorní část domu je patrová s osmitabulkovými okny. Část přízemí má dřevěný trámový strop. Střecha je valbová. Přilehlý Mlýnský rybník, který byl ve špatném stavu, prošel v roce 2008 celkovou rekonstrukcí.

- Krematorium Motol (Plzeňská č.p. 30/233) bylo postaveno ve stylu pozdního funkcionalismu podle návrhu architekta Josefa Karla Říhy v letech 1951-1954. Současně se zahájením kremací bylo založeno kolumbárium a urnový háj, koncipovaný jako lesní hřbitov s loučkou rozptylu okolo jezírka.

### Další památky
- Maltézský mlýn
- Výklenková kaple
- Kalvárie v Motole, přírodní památka
- Krucifix, kříž na vrchu Kalvárie

## Doprava
Motol je důležitý dopravní uzel pro přiléhající čtvrtě jako jsou Řepy a Jihozápadní město. Původní Plzeňská vedla dnešními ulicemi Ke Kotlářce, Zahradníčkova (dříve Stará Plzeňská) a Za opravnou. Pražská obec v roce 1938 vypsala veřejné nabídkové řízení pro stavbu přeložky státní silnice v úseku Košíře-Motol. Po její realizace se nachází Plzeňská ulice v dnešní dispozici. Později ovšem byla rozšířena na 4 pruhy. V roce 1938 sem byla zavedena tramvajová doprava a vybudována vozovna (1937), po válce si nárůst dopravy vynutil modernizaci Plzeňské ulice a její pozdější přemostění tangenciální komunikací Na Vidouli – Vypich. Při rekonstrukci Plzeňské ulice byla pro vozovnu Motol v provozu manipulační trať Motol–Vypich (1977–9). Tramvajová trať Vozovna Motol – Sídliště Řepy byla postavena v letech 1985-8. Autobusové linky kopírují hlavní silnice. Linky autobusů vedou po čtyřproudých silnicích do okolních částí čtvrtě především k nemocnicím. Starým Motolem (Zahradníčkova) jezdí ale minimum spojů. V roce 2015 vybudované prodloužení trasy metra A z Dejvické ukončuje linku ve stanici Nemocnice Motol. Varianta prodloužení do Řep (s odbočkou na Zličín) a dále k letišti Ruzyně je odložena na neurčito z důvodu finanční nákladnosti. Spojení s letištěm by měly obstarat vlakové spoje z Dejvic, popřípadě nové prodloužení tramvajové tratě. 
Páteřními komunikacemi automobilové dopravy jsou Plzeňská ulice ve východozápadním, radiálním směru, ze Stodůlek od jihu Bucharova a Kukulova, která spojuje Plzeňskou ulici s křižovatkou Vypich. Je pojmenována po českém lékaři, profesorovi chirurgie a rektorovi Univerzity Karlovy Otakaru Kukulovi. Dr. Kukula byl vášnivý automobilista, zprvu byl 1. místopředsedou Českého klubu automobilistů a potom řadu let od roku 1915 jeho presidentem. Po vzniku Československého klubu automobilistů (ČsKA) resp. Autoklubu republiky československé byl jeho presidentem v letech 1919 až 1925.
Na jižním okraji Motola vede železniční trať Praha-Smíchov – Hostivice (trať č. 122), která však nemá na území Motola zastávku. Tato část Buštěhradské dráhy, postavená v roce 1872, se pro svůj krajinný charakter nazývá Pražský Semmering. Kulturní nemovitou chráněnou památkou je soubor věcí Buštěhradské dráhy. Při její stavbě byla odhalena pozdější přírodní památka Motolský ordovik.

## Jazyková poznámka
Název Motol je ve spisovné češtině rodu mužského neživotného (ten Motol). Dříve se někdy vyskytoval také tvar Motoly, vytvořený podle Šmilauera patrně Palackým, a to bez znalosti místního úzu analogicky k podobným českým názvům (něm. Hlubočep – čes. Hlubočepy apod.). Kanonická příručka o místních jménech v Čechách (Profous: Místní jména v Čechách) tvar Motoly vůbec nezachycuje.

## Fotogalerie

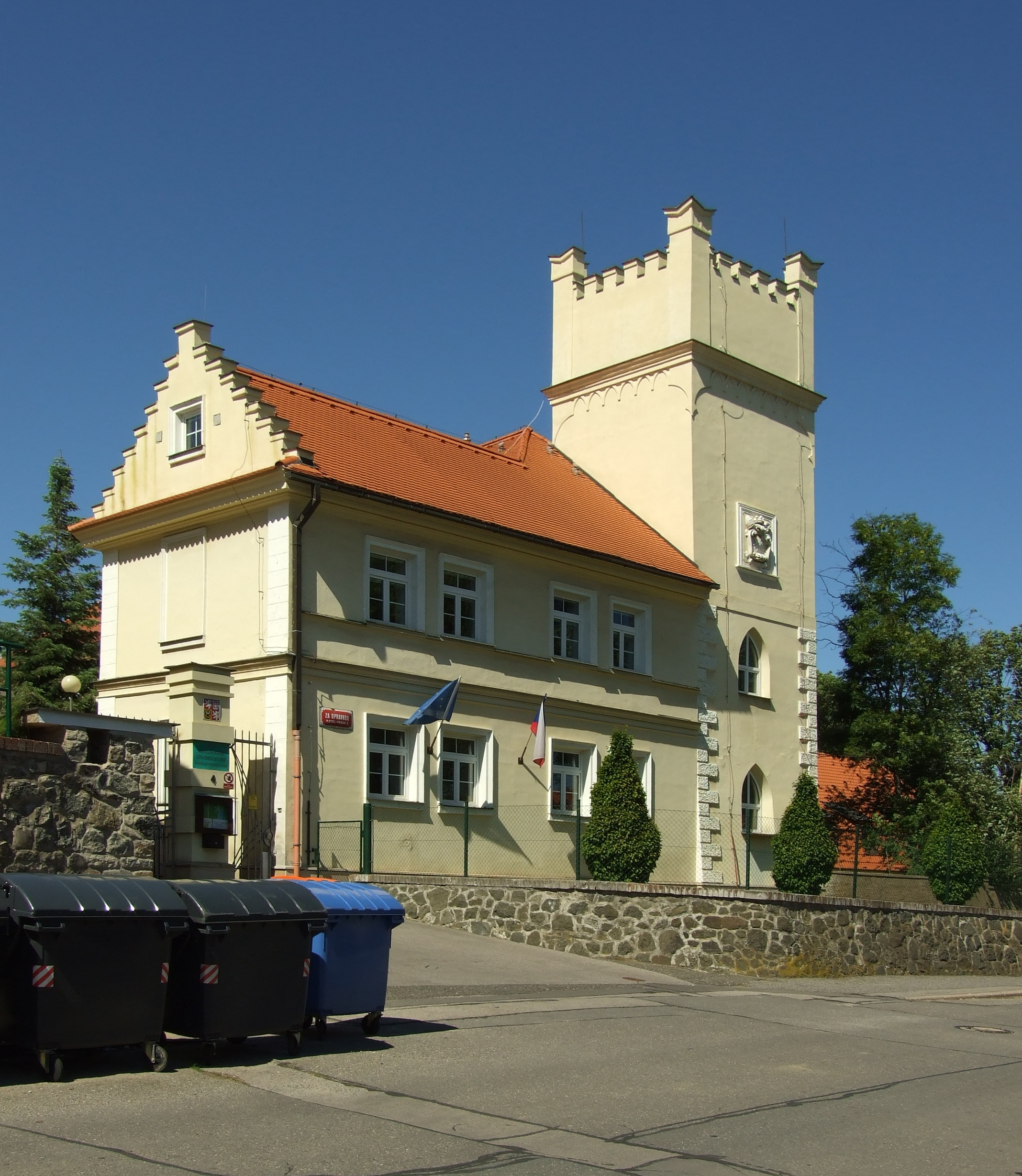
Motolský zámeček
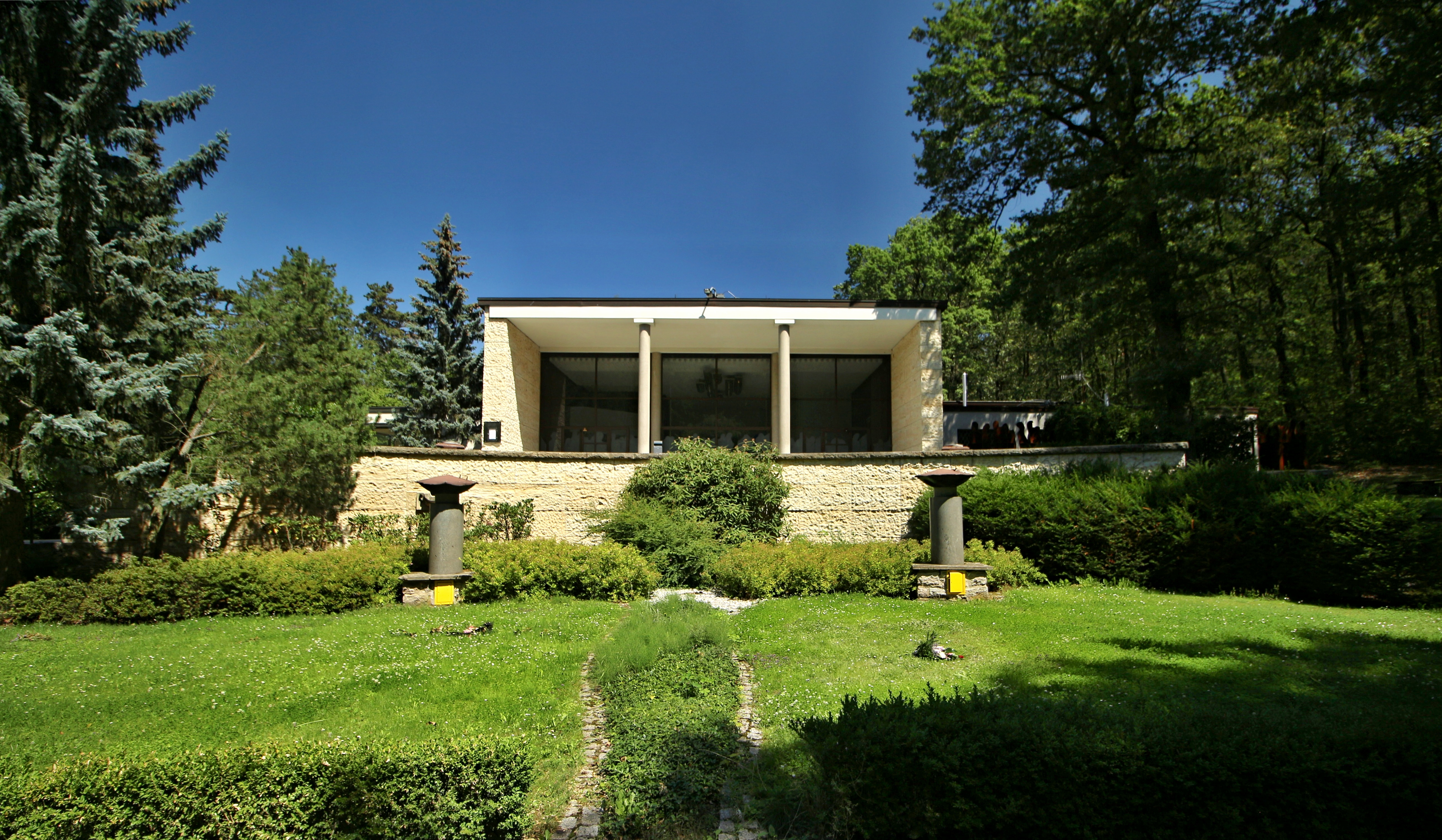
Motolské krematorium
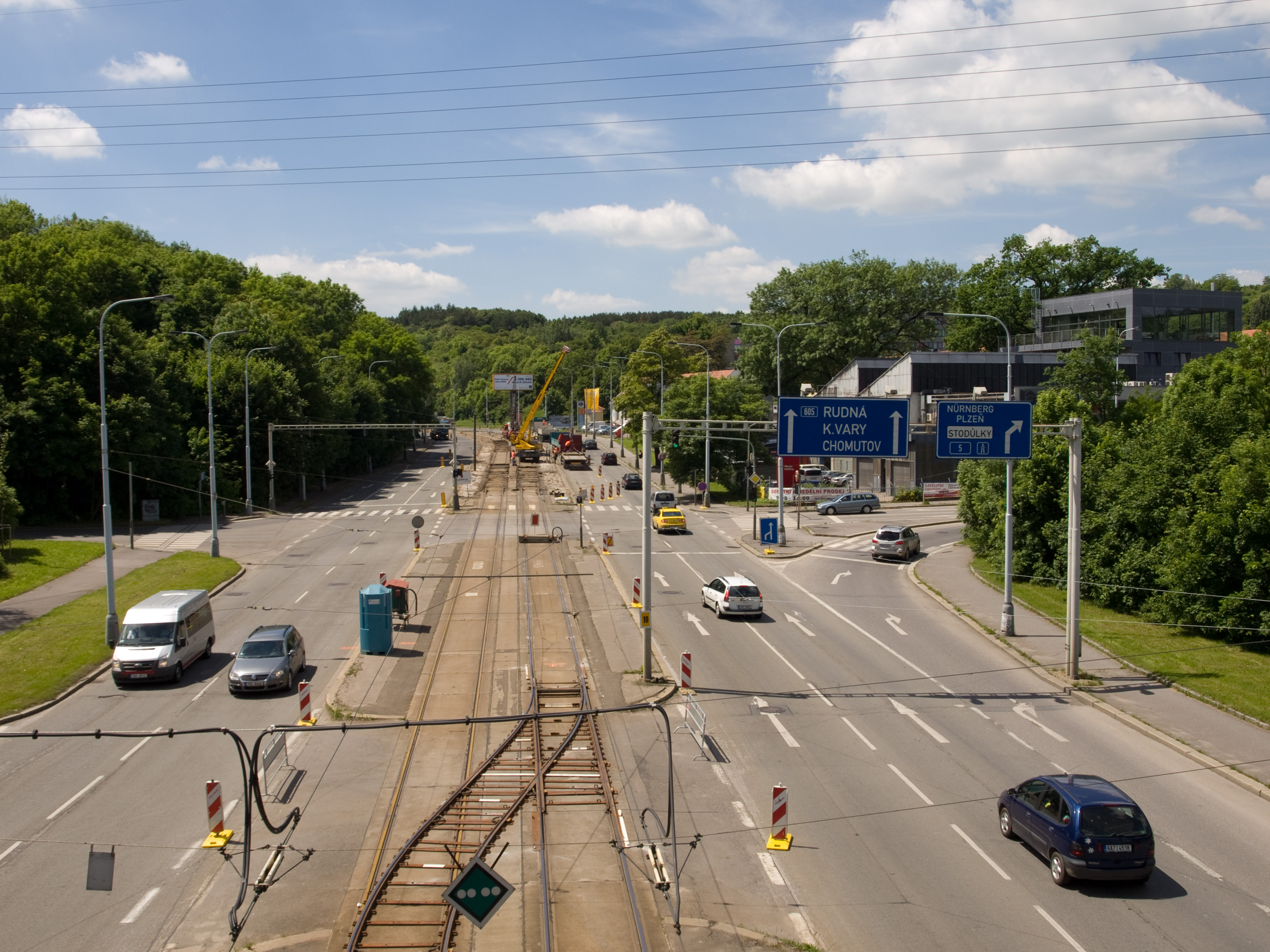
Plzeňská ulice v Motole
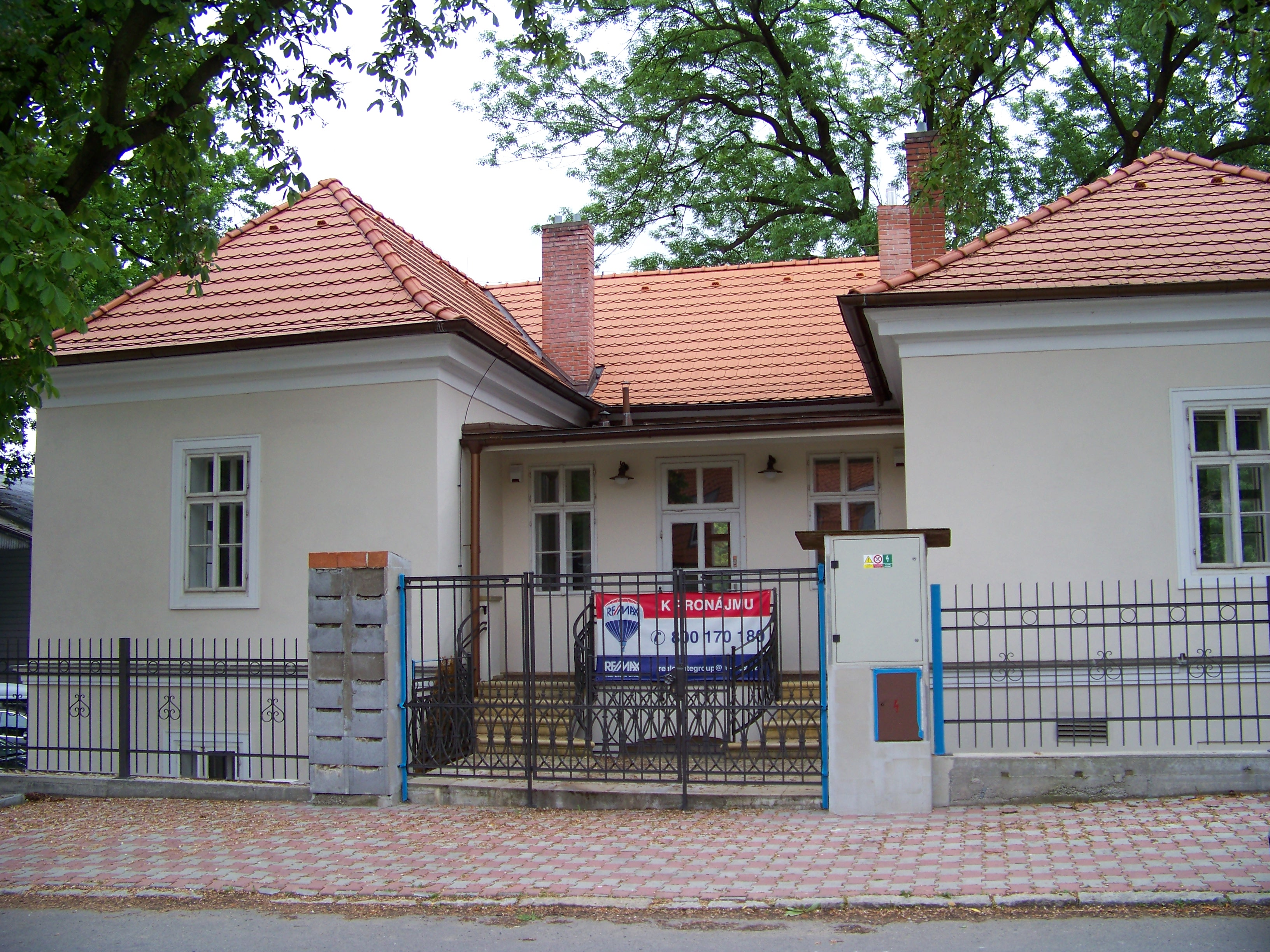
Usedlost Za opravnou č.p. 3 (2010)
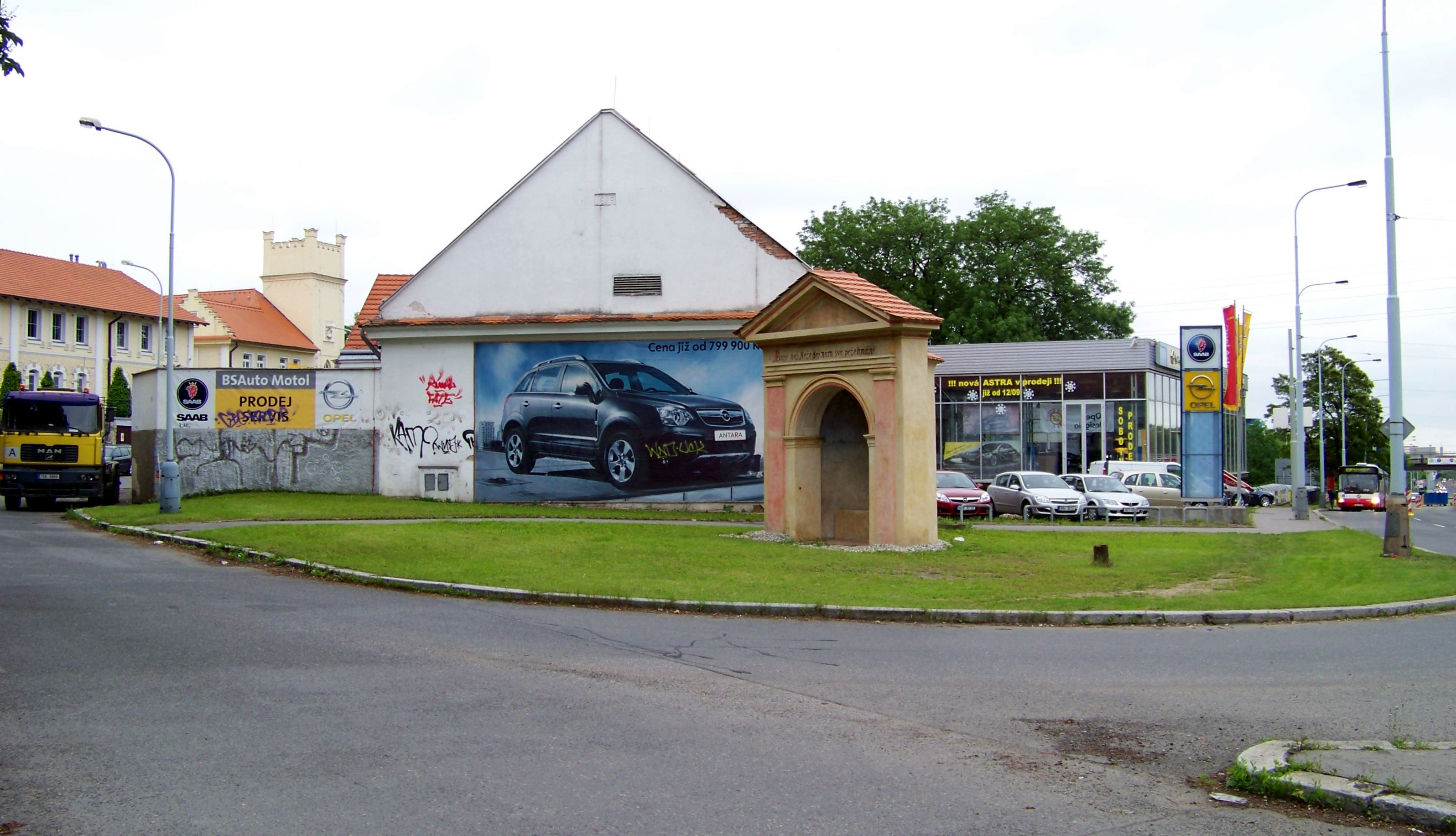
Klasicistní výklenková kaplička z první poloviny 19. století u Plzeňské ul.
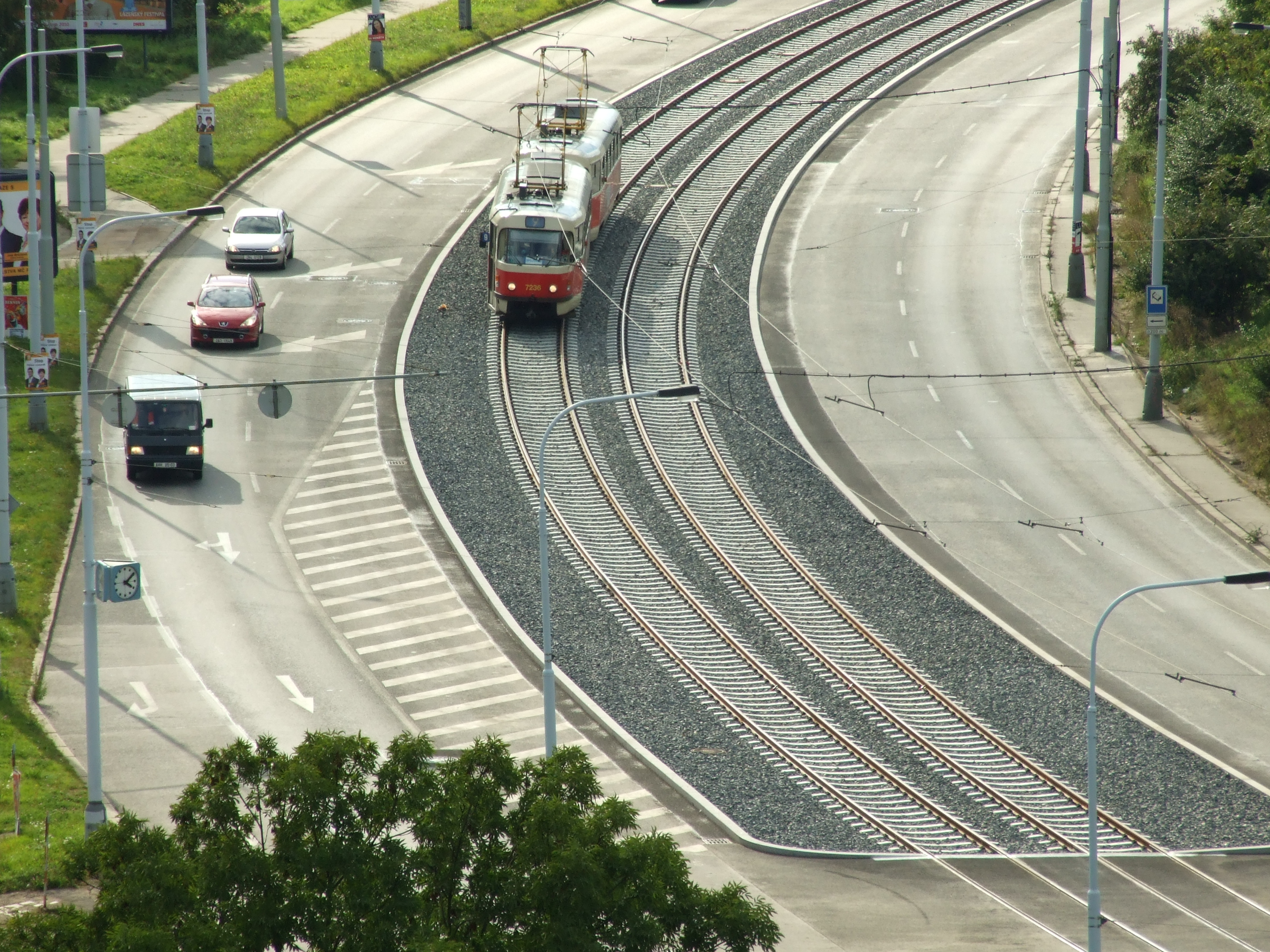
Plzeňská ulice u zastávky Krematorium Motol
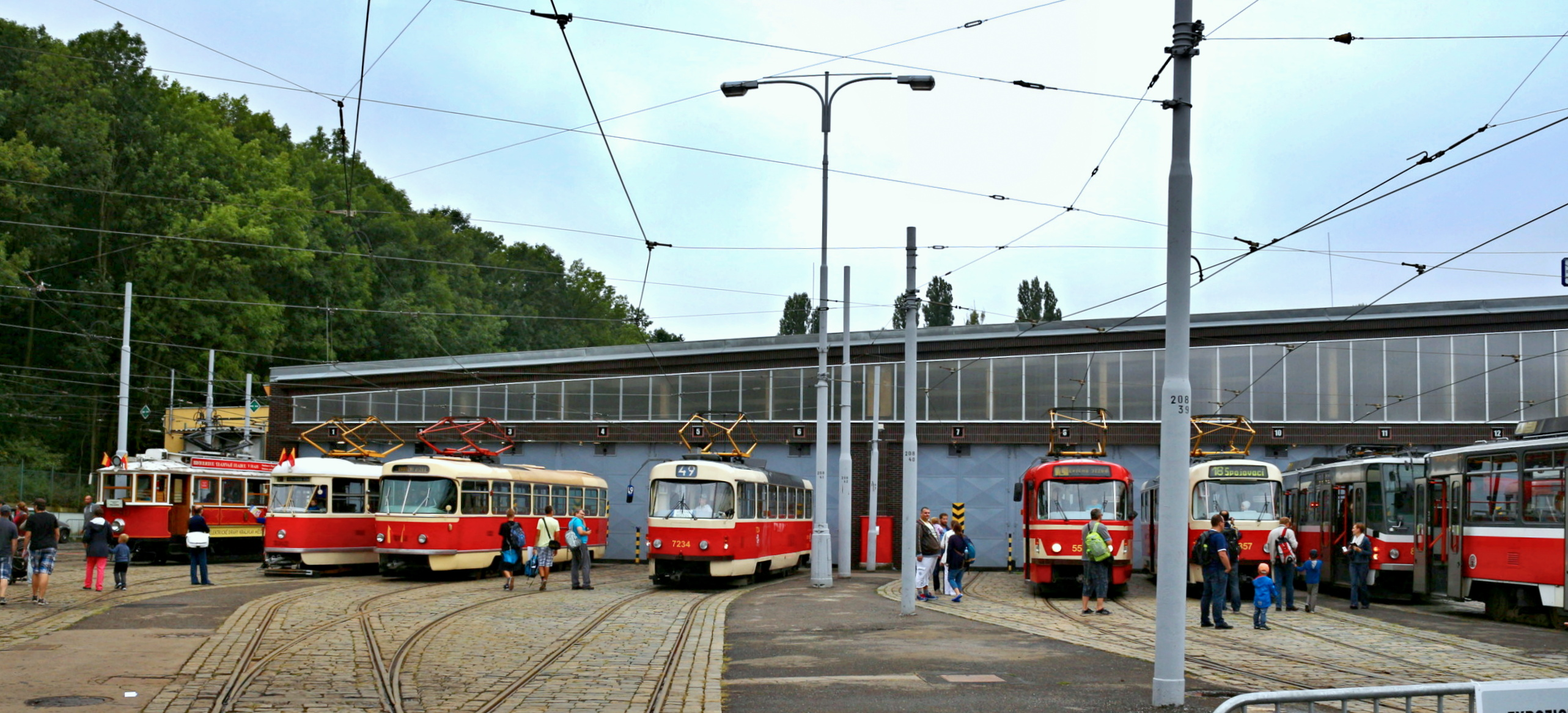
Vozovna Motol, den otevřených dveří (2016)
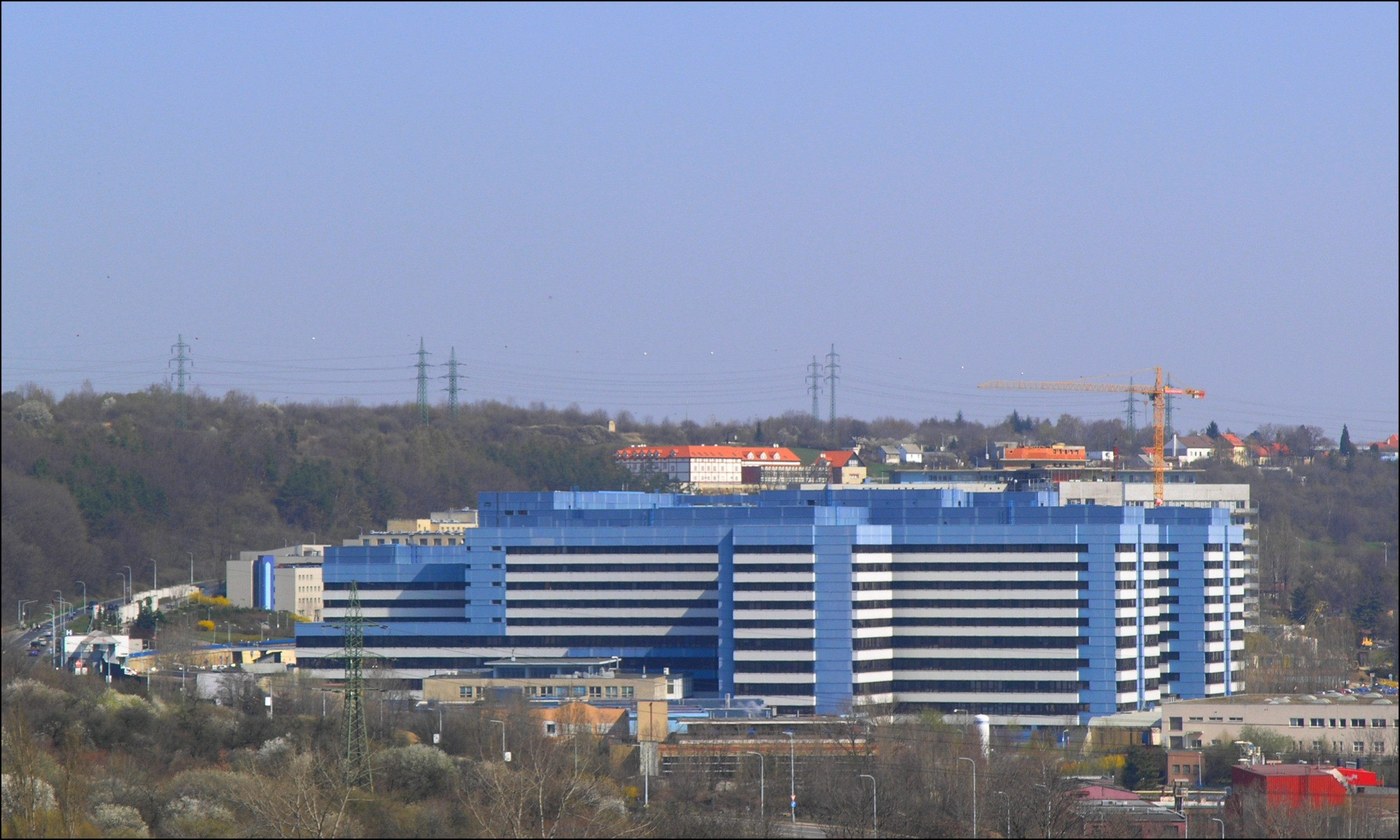
Fakultní nemocnice v Motole
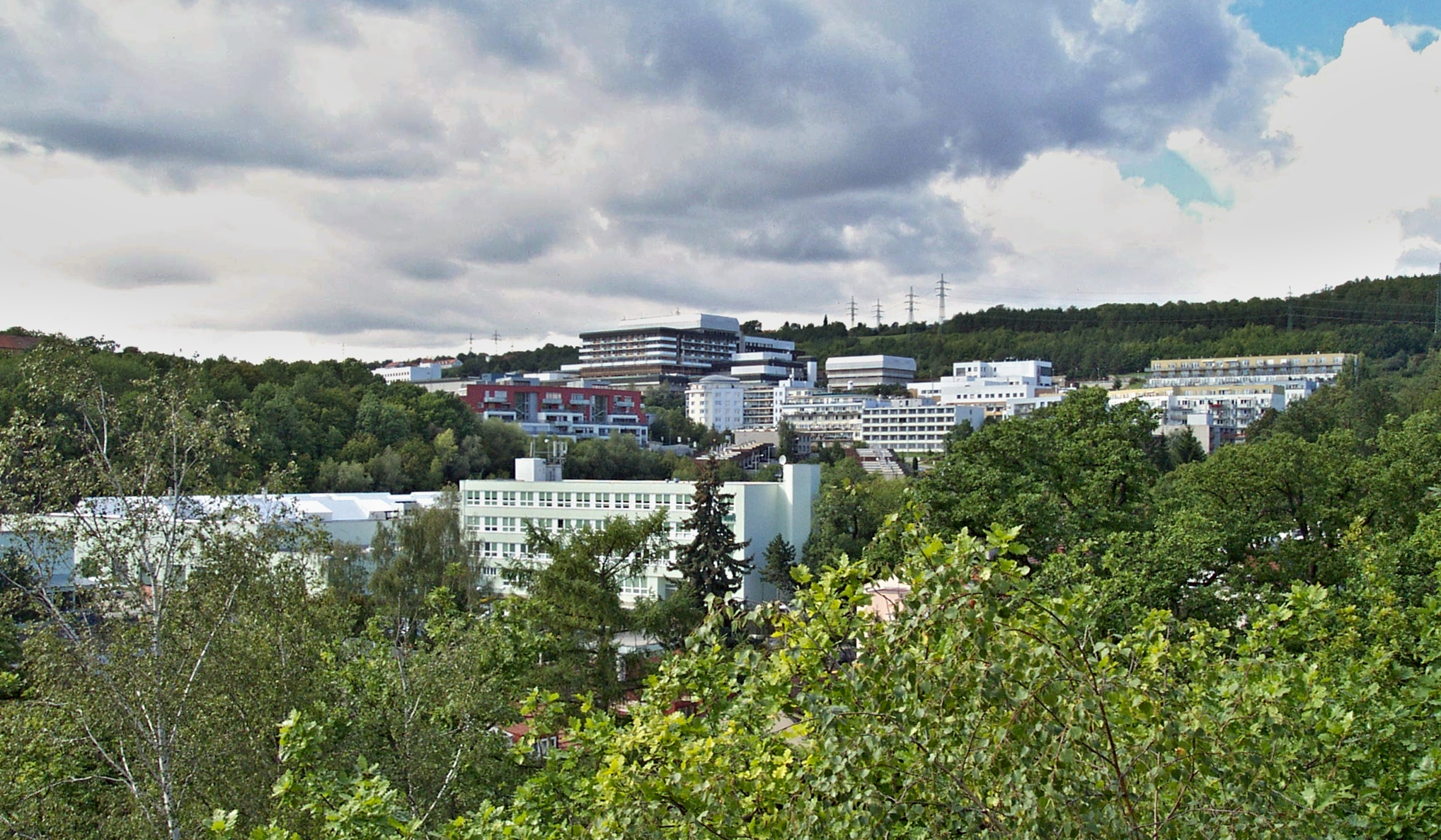
Nemocnice Na Homolce
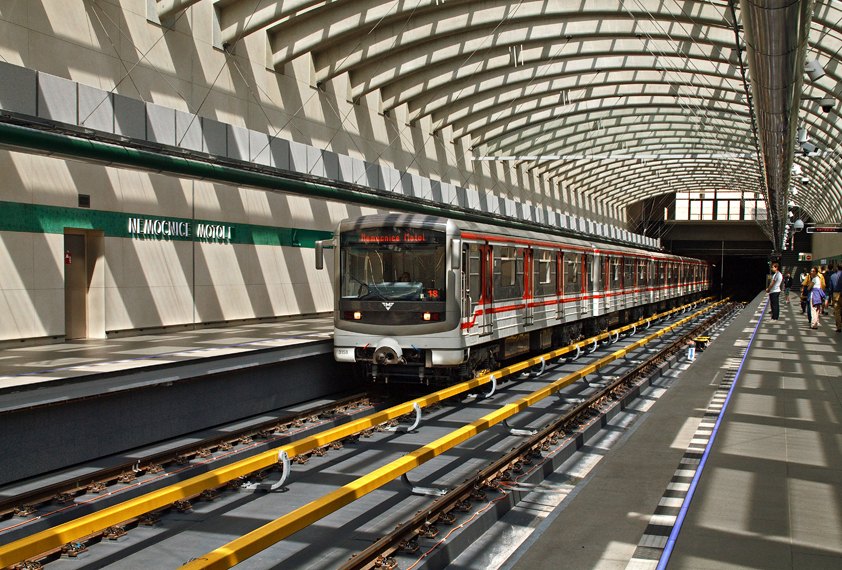
Stanice metra Nemocnice Motol
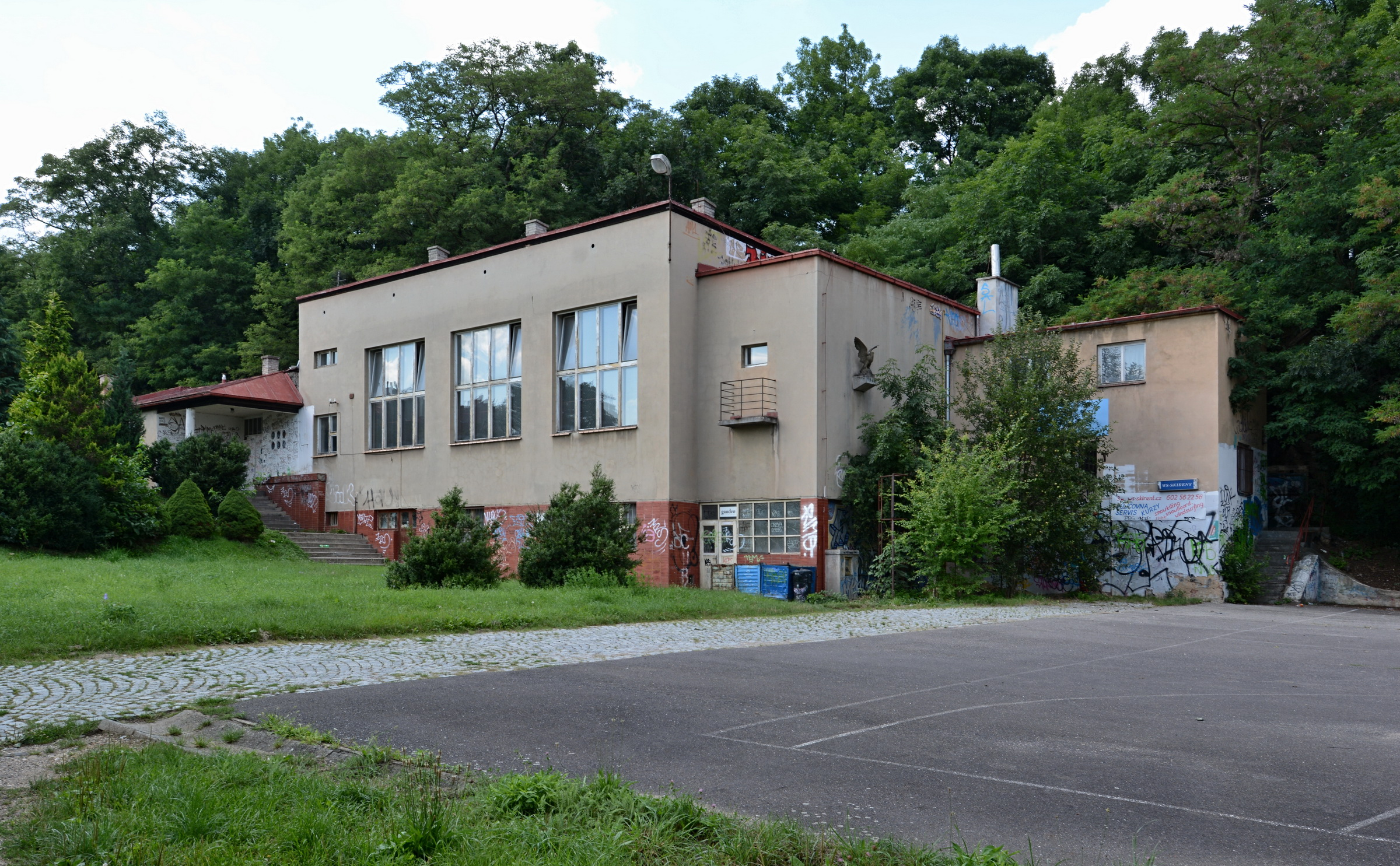
Sokolovna Motol z roku 1940
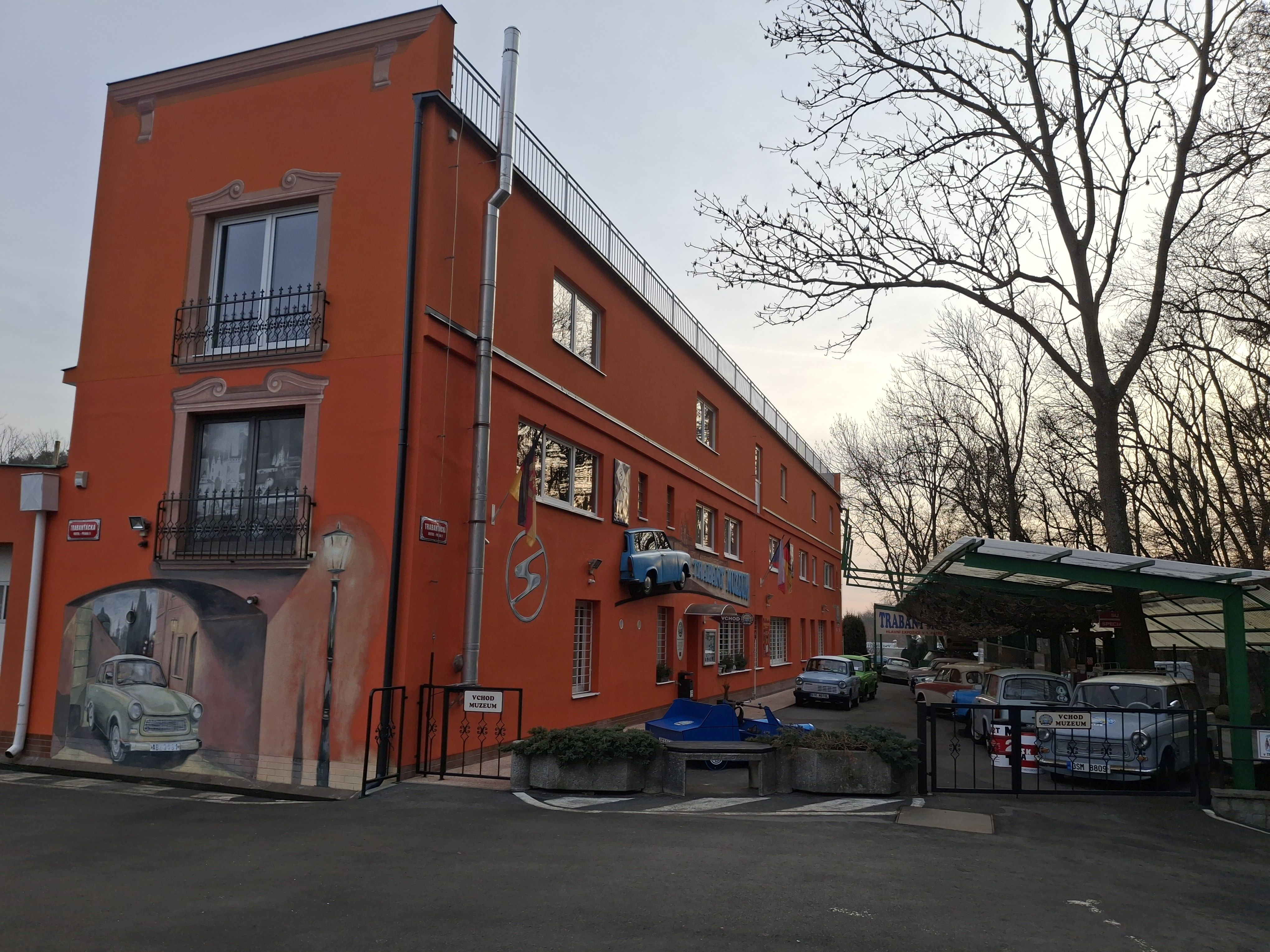
Trabant Muzeum Motol
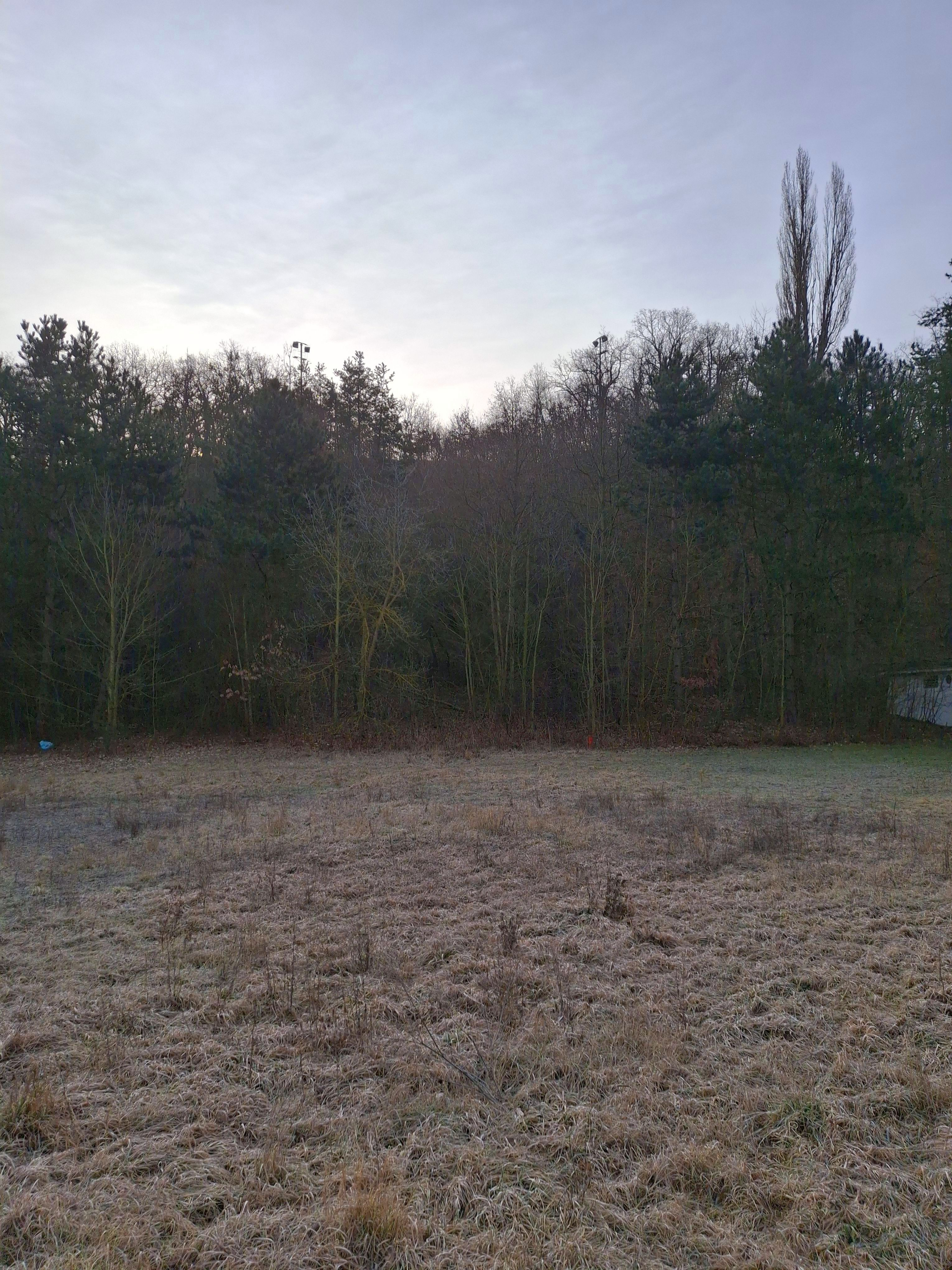
Bývalá sjezdovka USK Praha se zarostlými stožáry umělého osvětlení
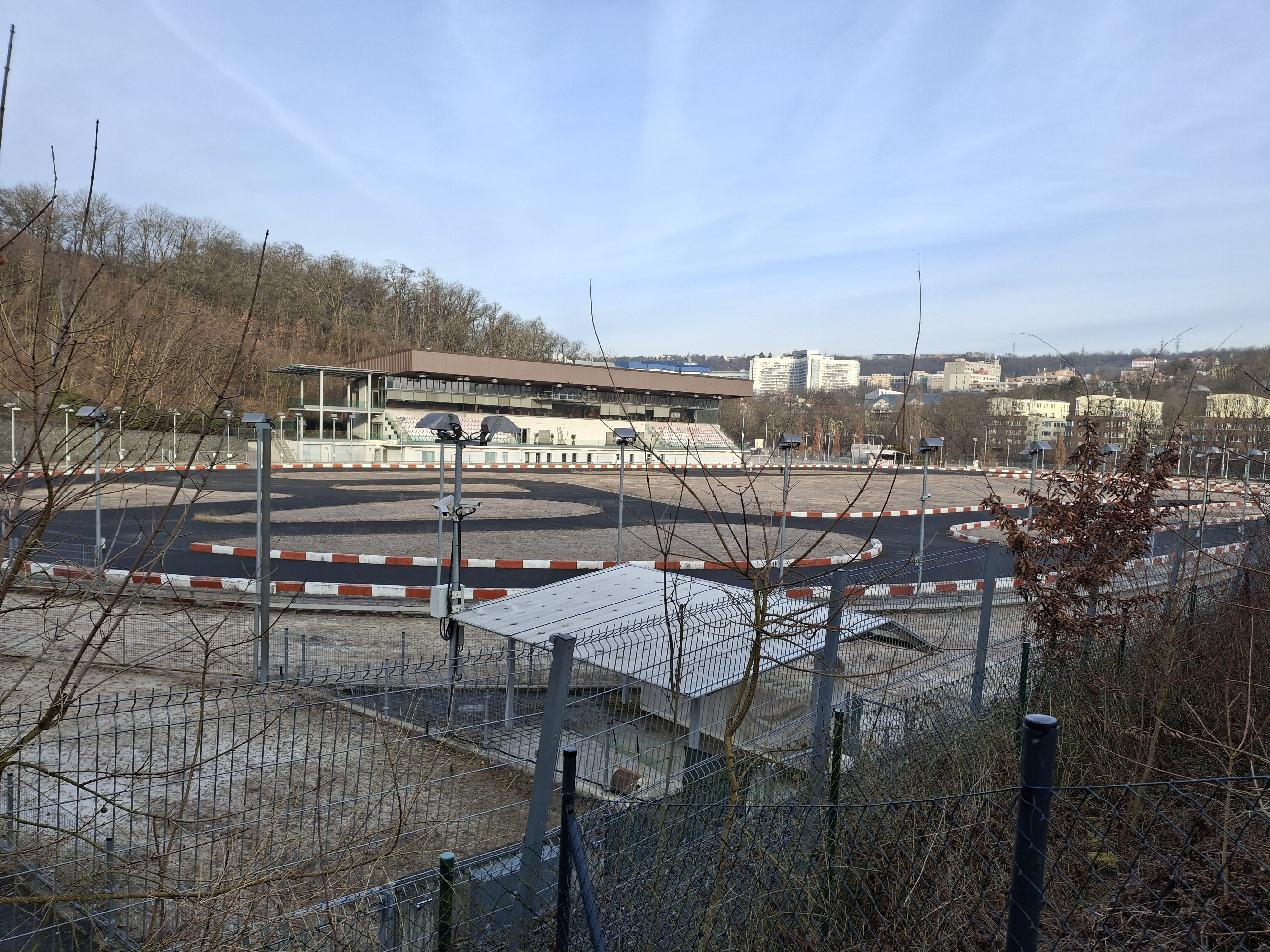
Greyhound Park Motol, v pozadí dětská část FN Motol (2025)
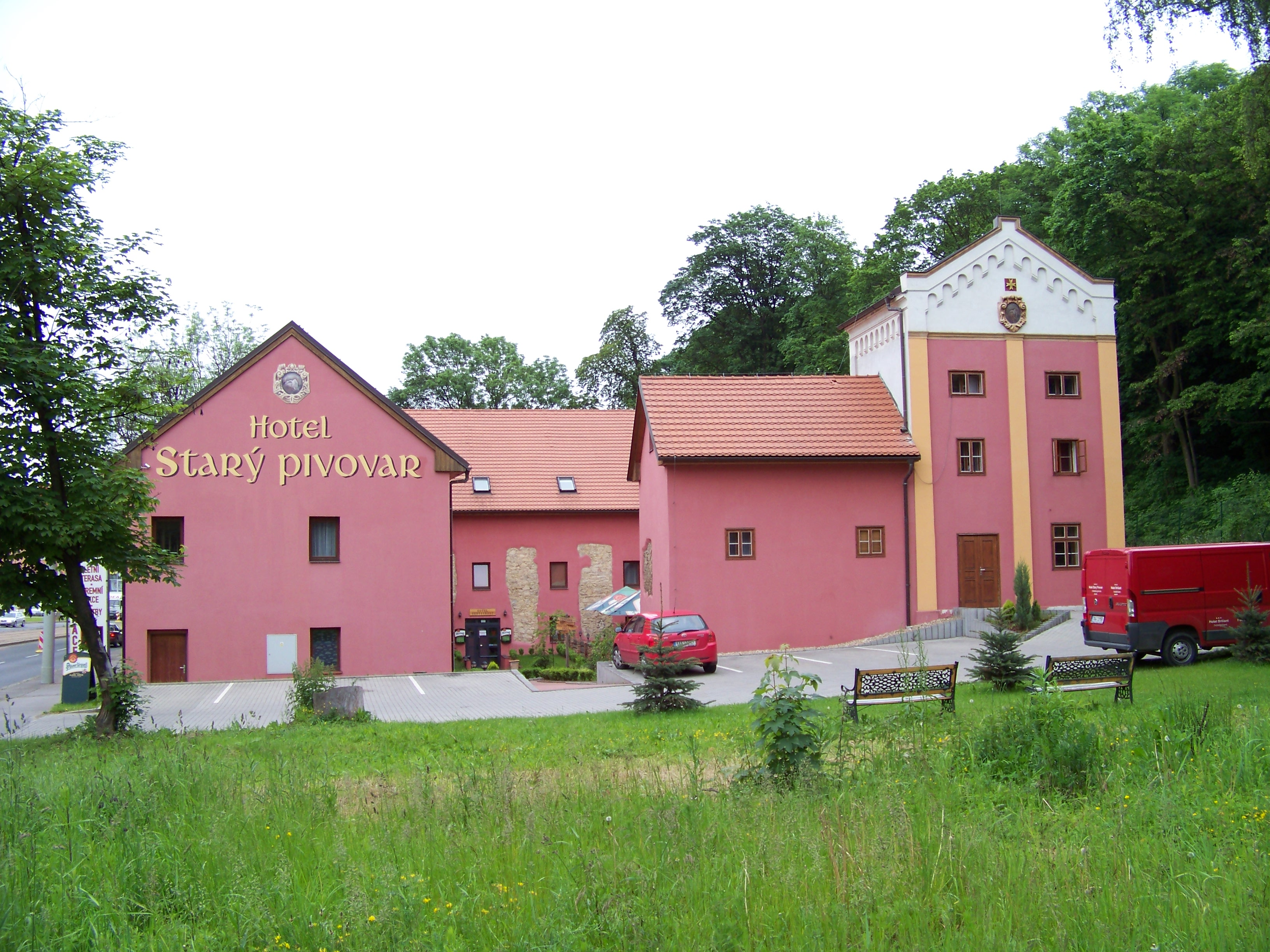
Hotel Starý pivovar
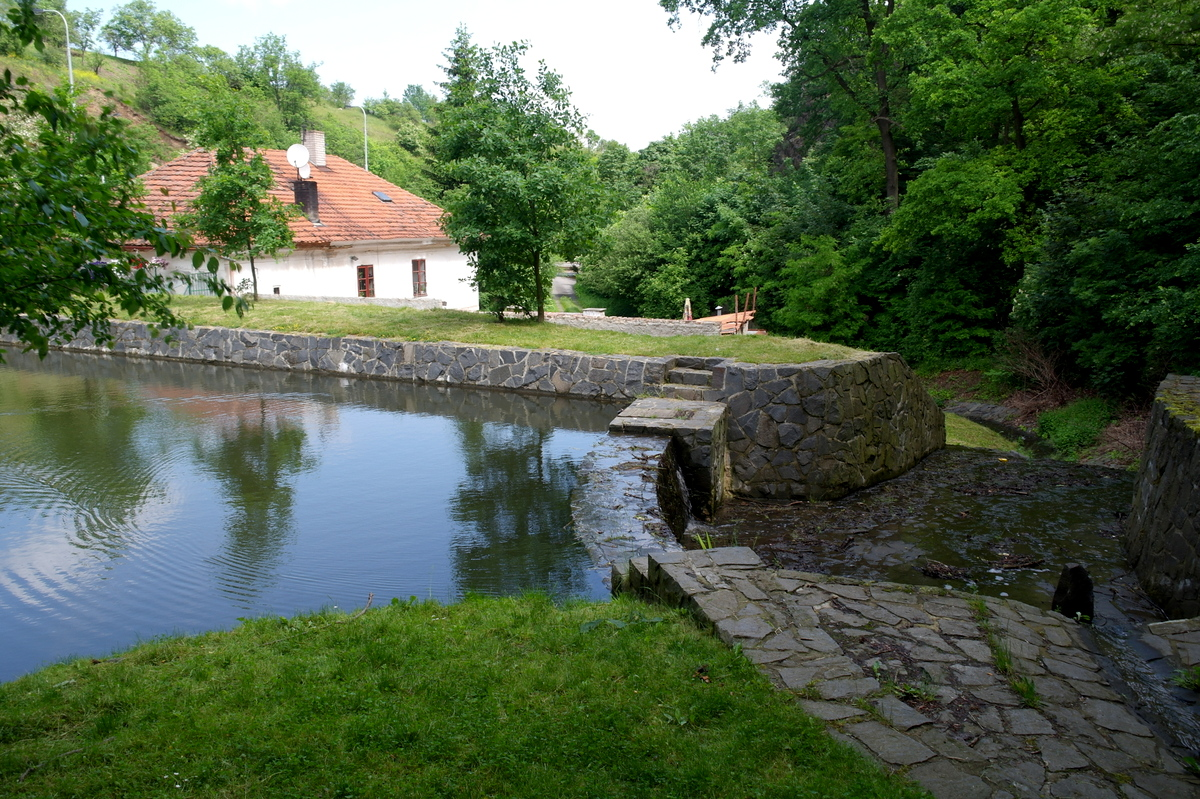
Mlýnský rybník a Maltézský mlýn

## Sousední čtvrtě
- Břevnov
- Bílá Hora
- Řepy
- Jihozápadní Město
- Košíře
- Smíchov